# William Gretz Brewing Company
Die William Gretz Brewing Company ist eine ehemalige US-amerikanische Brauerei in Philadelphia. Das Unternehmen wurde 1858 gegründet und im Jahr 1961 geschlossen.

## Geschichte
Die Gründung der Brauerei erfolgte im Jahr 1858 durch Albert Schwarz an der Ecke Germantown Avenue und West Oxford Street. Zehn Jahre später ging das Eigentum an der Brauerei an die Geschäftspartner John Gundler und Charles Schwarz über. Zwei Jahre später übernahm Gundler die Anteile Schwarz‘ und führte die Brauerei bis 1876.
1881 übernahmen Leonard und Frank Reiger die Brauerei, William Gretz wurde noch im selben Jahr Geschäftspartner. Die Brauerei wurde in Tivoli Brewery (auch Reiger & Gretz, Tivoli Brewery) umbenannt. In den folgenden fünfzehn Jahren wurde die Brauerei um etliche Gebäude erweitert: 1885 wurde ein Eishaus errichtet, 1894 ein Abfüllhaus, 1895 ein vierstöckiges Brauhaus, eine Mälzerei, ein zweistöckiges Maschinenhaus und ein Kesselhaus. Bei diesen drei Erweiterungen fungierte Jacob Herold als Architekt. 1896 wurde ein weiteres zweistöckiges Haus, das vom Architekten Kurt W. Peuckert geplant wurde, hinzugefügt. Der die Gebäude prägende Stil ist der Rundbogenstil.
1909 wurde das Unternehmen in Reiger & Gretz Brewing Company umbenannt. Gretz‘ Sohn William Gretz Jr. erhielt eine Anstellung als Ingenieur und entwarf Teile der von der Brauerei verwendeten Maschinen. Sein zweiter Sohn Charles W. Gretz begann nach seinem Abschluss am Siebel Institute of Technology in Chicago als Braumeister für die Brauerei zu arbeiten.
1920 musste die Brauerei sich auf den Beginn der Prohibition einstellen. Während dieser Zeit wurde stark alkoholreduziertes Bier produziert („near beer“, Alkoholgehalt ca. 0,5 %). 1923 wurde die Brauerei beschuldigt, Bier mit zu hohem Alkoholgehalt hergestellt zu haben – sie wurde zur Strafe für ein Jahr geschlossen. 1930 verstarb William Gretz Sr.
Nach dem Ende der Prohibition im Jahr 1933 erstanden William Gretz Jr. und sein Bruder Charles die Anteile der Reiger-Familie und nahmen unter dem Namen William Gretz Brewing Company den Braubetrieb wieder auf. Es wurde die Dosenabfüllung eingeführt.
Der Erfolg der Gretz-Brauerei war unter anderem auf ihre effektiven Marketingkampagnen zurückzuführen. 1940 wurde eine Marketingkampagne gestartet, in welcher ein großes weitläufig zu sehendes Plakat mit einem Fragezeichen und dem Slogan „Made the old-fashioned way“ (eng. „Auf die altmodische Art hergestellt“) bedruckt war und viel Aufmerksamkeit auf sich zog. Das Fragezeichen wurde schließlich mit dem Logo der Brauerei und einer Werbefigur überklebt.
Auf dem Höhepunkt ihrer Produktionstätigkeit im Jahr 1950 wurden 250.000 Barrel Bier hergestellt, was einem Marktanteil in Philadelphia von 5 % entsprach. 1951 ging das Unternehmen vollkommen in das Eigentum von Charles Gretz über. Von den siebzehn Brauereien, die nach der Prohibition wieder eröffnet wurden, waren im Jahr 1952 nur noch vier geblieben: Gretz, Schmidt’s, Ortlieb’s und Esslinger‘s.
1957 wurde eine Werbekampagne durchgeführt, in welcher die Gretz-Brauerei elf, im Vergleich zu anderen Fahrzeugen vergleichsweise kleinere Sportwagen in den Firmenfarben und mit dem Logo der Brauerei lackierte. Diese wurden auf einem Football-Spiel zwischen der US Army und US Navy im Municipal Stadium in Philadelphia erstmals vorgestellt. Der Gedanke hinter der Kampagne war, hervorzuheben, dass Gretz als vergleichsweise kleine Brauerei eine überlegene Qualität gegenüber den großen Unternehmen anbietet („There’s big performance in this small car, and there’s always better flavor from a small brewery!“, eng. sinngemäß „Dieses kleine Auto hat große Leistung und eine kleine Brauerei bietet immer besseren Geschmack!“). Bilder der Sportwagen fanden sich auch auf den Dosen der Brauerei wieder.
Darüber hinaus war Gretz Sponsor verschiedener Bowling-Mannschaften, eines Barbershop-Quartetts und eines einmaligen, im Fernsehen ausgestrahlten Schönheitswettbewerbs, der „Gretz Cavalcade of Girls“, im Jahr 1951.
Aufgrund erhöhten Kosten- und Wettbewerbsdrucks durch landesweit agierende Brauereien wie Anheuser Busch und Schlitz musste die Produktion von Fassbier im Jahr 1958 eingestellt werden. Der Marktanteil sank. Vier Jahre zuvor war Bob Gretz Sr. aus dem Betrieb ausgestiegen. Darüber hinaus musste der Braumeister aufgrund einer Krankheit seine Tätigkeit niederlegen.
Am 20. Januar 1961 wurde die Brauerei vom Lokalrivalen Esslinger’s aufgekauft und geschlossen, nachdem sie Insolvenz angemeldet hatte. Die Brauerei war seit dem Einstieg von William Gretz Sr. ein Familienbetrieb gewesen. Fünf weitere Jahre wurde Gretz-Bier noch von Esslinger hergestellt, dann wurde Esslinger’s von der New Yorker Jacob Ruppert Brewery aufgekauft.
Der Schornstein mit der Aufschrift „Gretz beer“ und das ehemalige Brauhaus wurden nicht abgerissen und können heute noch gesehen werden.
Die Gretz-Familie war noch viele Jahre als Großhändler im Biergeschäft tätig.